# 米麗婭姆·萊昂內
米麗婭姆·萊昂內（義大利語：Miriam Leone，1985年4月14日—）是一位意大利女演員、電視節目主持人和2008年意大利小姐選美比賽的模特獲勝者。

## 早年
米麗婭姆·萊昂內1985年4月14日出生於西西里島卡塔尼亞。在阿奇雷亞萊度過了青少年時期。她的父親是文學教師伊格納齊奧·萊昂內（Ignazio Leone），母親是在阿奇卡泰納市工作的加布里埃拉·萊奧塔（Gabriella Leotta）。她有一個弟弟，名叫塞爾吉奧。她就讀於阿奇雷亞萊的“Gulli e Pennisi”古典高中，高中畢業後就讀於卡塔尼亞大學文學和哲學系，但沒有畢業。
於2008年以“Miss Prima dell'anno”的稱號參加了意大利小姐比賽。在節目中最初被淘汰後，她隨後重新參加比賽，並在決賽中贏得了“2008年意大利小姐”腰帶，以及由演員工作室的安娜·斯特拉斯伯格授予的“電影小姐”稱號。還有一筆獎學金。

## 演藝經歷
於6月1日至9月11日在Rai Uno上共同出演了《Unomattina Estate》。2010年，Leone擔任《Ciak! Si Canta》的裁判。自2010年以來，她一直在Rai Uno的《Mattina in famiglia》節目中共同主持。她還於 2011 年主持了銀緞帶獎頒獎典禮。
萊昂內在2021年改編自漫畫系列《德伯力克》電影中飾演伊娃·康德。

## 出演電影
| 年份   | 標題                                                 | 角色                 | 注   |
| ------ | ---------------------------------------------------- | -------------------- | ---- |
| 2010年 | 家長和孩子：使用前搖勻                               | 路易吉的女朋友       | 客串 |
| 2011年 | 我孤注一擲：電影                                     | 電視台記者           | 客串 |
| 2014年 | 獨特的兄弟                                           | 蘇菲亞               |      |
| 2014年 | 美麗世界的學校                                       | 瑪格麗塔·里沃爾塔    |      |
| 2016年 | 近乎完美的小鎮（英語：An Almost Perfect Town）                             | 安娜                 |      |
| 2016年 | 與愛的戰爭                                           | 弗洛拉·瓜內裡        |      |
| 2016年 | 甜蜜的夢                                             | 艾格尼絲             |      |
| 2018年 | 把奶奶放進冰箱                                       | 克勞迪婭·瑪麗亞·盧西 |      |
| 2018年 | 看不見的證人（The Invisible Witness）                | 勞拉·維塔萊          |      |
| 2019年 | 與瑪麗蓮一起喝杯咖啡（A Cup of Coffee with Marilyn） | 奧里亞娜·法拉奇      | 短片 |
| 2019年 | 安娜（Love Under House Arrest）                      | 安娜                 |      |
| 2021年 | 瑪麗蓮的眼睛（Marilyn's Eyes）                       | 克拉拉·帕加尼        |      |
| 2021年 | 德伯力克                                             | 伊娃·康德            |      |
| 2022年 | 奔向你                                               | 基亞拉               |      |
| 2022年 | Diabolik: Ginko all'attacco!                         | 伊娃·康德            |      |
| 2022年 | 戰爭 - 迫切需要的戰爭（War - La guerra desiderata）  | Lea                  |      |

| 年份          | 標題                            | 角色                  | 注                                  |
| ------------- | ------------------------------- | --------------------- | ----------------------------------- |
| 2008年        | 義大利小姐                      | 自己                  | 選手; 優勝者                        |
| 2010年        | 生命之律（Il ritmo della vita） | 麗莎白                | 電視電影                            |
| 2011年        | 相機咖啡廳（Camera Café）       | 自己                  | Episode: "Constatazione amichevole" |
| 2011年–2012年 | 警察區                          | 瑪拉·費米             | 主要角色（第11季）；第26集          |
| 2012年        | 離天堂一步                      | 阿斯特麗德            | 角色（第二季）；第7集               |
| 2014年        | 使徒行傳                        | 米里亞姆              | Episode: "Il pianto del demonio"    |
| 2015年        | 戴黑面紗的女士                  | 克拉拉·格蘭迪伯爵夫人 | 第12集                              |
| 2015年        | 1992年 (電視劇)                 | 維羅妮卡·卡斯特羅     | 第10集                              |
| 2015年–2018年 | Thou Shalt Not Kill (TV series) | 瓦萊里婭·費羅         | 第36集                              |
| 2016年        | 美第奇                          | 比安卡                | Episode: "Original Sin"             |
| 2017年        | Nino Manfredi                   | 埃爾米尼婭·法拉利     | 電視電影                            |
| 2017年        | 1993年                          | 維羅妮卡·卡斯特羅     | 主要角色; 第8集                     |
| 2019年        | 1994年                          | 維羅妮卡·卡斯特羅     | 主要角色; 第8集                     |

## 外部連結
- 米麗婭姆·萊昂內在互联网电影资料库（IMDb）上的資料（英文）
- 米麗婭姆·萊昂內的Instagram帳戶